# Euploea hemera
Euploea hemera är en fjärilsart som beskrevs av Hans Fruhstorfer 1910. Euploea hemera ingår i släktet Euploea och familjen praktfjärilar. Inga underarter finns listade i Catalogue of Life.